# HSD11B2
HSD11B2 (англ. Hydroxysteroid 11-beta dehydrogenase 2) – білок, який кодується однойменним геном, розташованим у людей на короткому плечі 16-ї хромосоми. Довжина поліпептидного ланцюга білка становить 405 амінокислот, а молекулярна маса — 44 127.
| 10         |  | 20         |  | 30         |  | 40         |  | 50         |
| ---------- |  | ---------- |  | ---------- |  | ---------- |  | ---------- |
| MERWPWPSGG |  | AWLLVAARAL |  | LQLLRSDLRL |  | GRPLLAALAL |  | LAALDWLCQR |
| LLPPPAALAV |  | LAAAGWIALS |  | RLARPQRLPV |  | ATRAVLITGC |  | DSGFGKETAK |
| KLDSMGFTVL |  | ATVLELNSPG |  | AIELRTCCSP |  | RLRLLQMDLT |  | KPGDISRVLE |
| FTKAHTTSTG |  | LWGLVNNAGH |  | NEVVADAELS |  | PVATFRSCME |  | VNFFGALELT |
| KGLLPLLRSS |  | RGRIVTVGSP |  | AGDMPYPCLG |  | AYGTSKAAVA |  | LLMDTFSCEL |
| LPWGVKVSII |  | QPGCFKTESV |  | RNVGQWEKRK |  | QLLLANLPQE |  | LLQAYGKDYI |
| EHLHGQFLHS |  | LRLAMSDLTP |  | VVDAITDALL |  | AARPRRRYYP |  | GQGLGLMYFI |
| HYYLPEGLRR |  | RFLQAFFISH |  | CLPRALQPGQ |  | PGTTPPQDAA |  | QDPNLSPGPS |
| PAVAR      |  |            |  |            |  |            |  |            |

A: Аланін

C: Цистеїн

D: Аспарагінова кислота

E: Глутамінова кислота

F: Фенілаланін

G: Гліцин

H: Гістидин

I: Ізолейцин

K: Лізин

L: Лейцин

M: Метіонін

N: Аспарагін

P: Пролін

Q: Глутамін

R: Аргінін

S: Серин

T: Треонін

V: Валін

W: Триптофан

Кодований геном білок за функцією належить до оксидоредуктаз. 
Білок має сайт для зв'язування з НАД. 
Локалізований у ендоплазматичному ретикулумі, мікросомах.